# Провинции и президентства Британской Индии
Провинции Британской Индии

## Проникновение англичан в Индию
Первая английская (Лондонская) Ост-Индская компания была создана в 1600 году. Её деятельность в Индии началась в 1612 году, когда Великий Могол Джахангир разрешил основать факторию в Сурате. В 1640 году местный правитель Виджаянагара разрешил основать вторую факторию в Мадрасе; к 1647 году Компания насчитывала уже 23 фактории на индийской территории. В течение первых полутора веков своей деятельности компания функционировала как чисто торговая организация. В 1668 Компания арендовала остров Бомбей, бывшую португальскую колонию, переданную Англии, как приданое Екатерины Брагансской, вышедшей замуж за Карла II. В 1687 году штаб-квартира Компании в Западной Азии была перемещена из Сурата в Бомбей. В 1690 году, также после соответствующего разрешения Великого Могола, был основан сеттльмент Компании в Калькутте. В это же время аналогичное проникновение на территорию индийского субконтинента вели и Компании других европейских государств.
После начала в 1707 году упадка Империи Великих Моголов, и в особенности после победы войск Компании в битве при Плесси в 1757 году, Компания начала постепенно переходить к административному управлению подвластными ей территорий. До этого поселения Компании управлялись местными советами, подразделяясь на Бенгальское президентство, Бомбейское президентство и Мадрасское президентство.

## Территориальная экспансия
После победы в битве при Буксаре в 1764 году, по результатам Аллахабадского договора Британская Ост-Индская компания получила дивани в Бенгалии — право управления и сбора налогов на территории современного государства Бангладеш и индийских штатов Бихар, Орисса и Западная Бенгалия. В 1772 году Компания получила и право бенгальского низамата (судебной юрисдикции), и таким образом разросшаяся территория Бенгальского президентства получила полный суверенитет. Далее до конца XVIII века Компания продолжала расширяться, но в административном плане индийские территории Компании продолжали разделяться на три президентства.
Активная территориальная экспансия Ост-Индской компании в начале XIX века привела к тому, что новоприобретёнными территориями Бенгальского президентства стало затруднительно управлять из Калькутты ввиду значительной территориальной удалённости, поэтому внутри Бенгальского президентства в 1805 году было образовано автономное формирование — Уступленные и завоёванные провинции. В его административную структуру стали включаться территории в Центральной Индии, передаваемые англичанам индийскими правителями мирным путём, либо завоёванные английскими войсками. В 1833 году Британский парламент предложил выделить этот регион в новое административно-территориальное образование — Президентство Агры, однако этот план не был осуществлён; в 1835 году парламентским актом регион был переименован в Северо-западные провинции.
В 1853 году на территории аннексированного княжества Нагпур была образована провинция Нагпур.
После подавления восстания сипаев 1857 года было ликвидировано управление черед Британскую Ост-Индскую компанию и введено прямое правление короны в Индии.
В 1861 году провинция Нагпур была объединена с Территориями Саугор и Нербудда из Северо-западных провинций в Центральные провинции.
В 1862 году на завоёванной ранее бирманской территории была образована провинция Нижняя Бирма, административно входившая в Британскую Индию.
В 1874 году из Бенгалии была выделена провинция Ассам, а в 1875 году была образована провинция Андаманские и Никобарские острова.
По мере продвижения английских войск на северо-запад, в 1887 году была организована провинция Белуджистан, а в 1901 — Северо-Западная пограничная провинция.
В 1903 году у Княжества Хайдарабад была выкуплена территория Берара, который был присоединен к Центральным провиниям, что в целом завершило формирование территории Британской Индии.

## Структура провинций

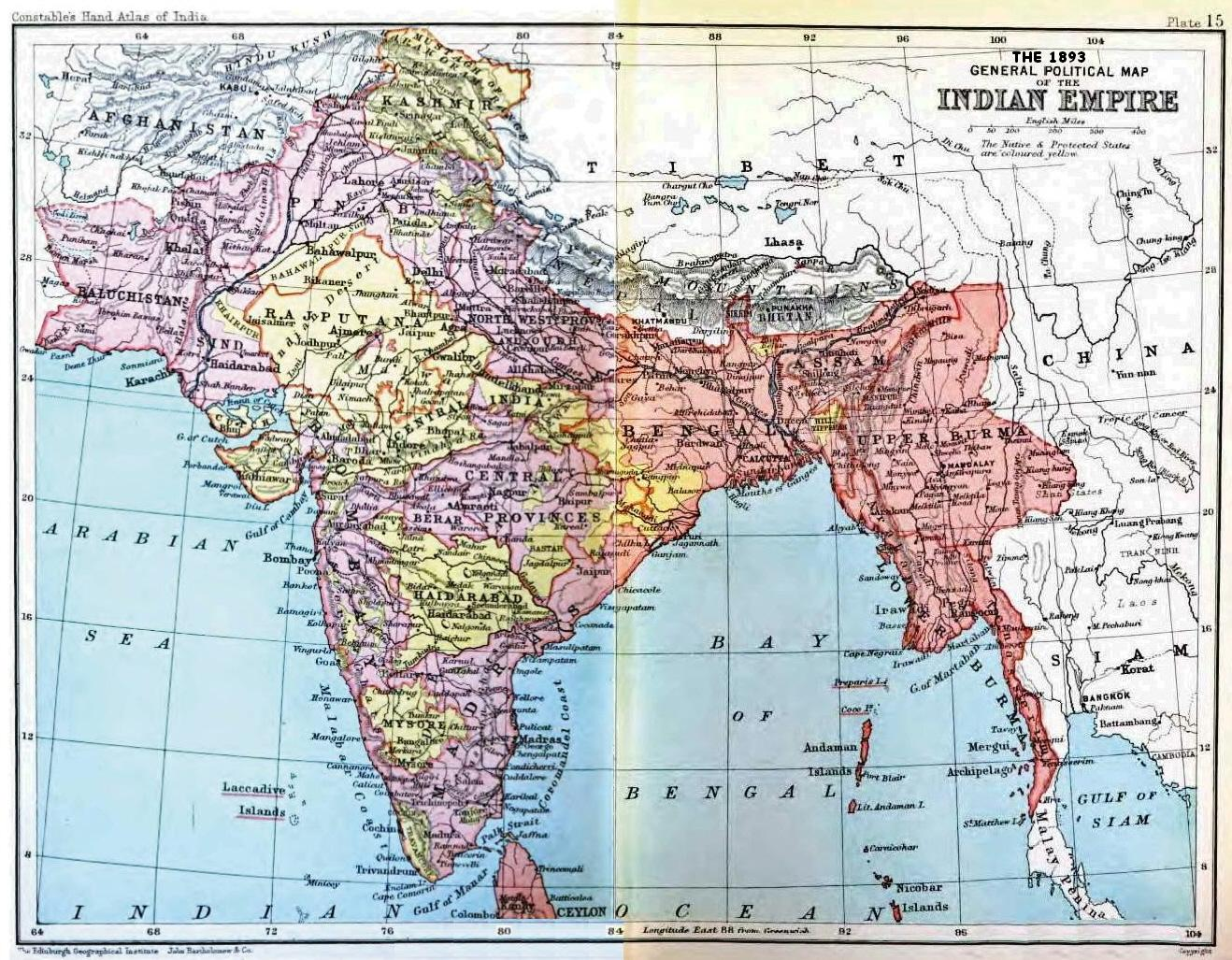
Карта Британской Индийской империи в 1893 году, после аннексии Бирмы, присоединения Белуджистана и до раздела Бенгалии

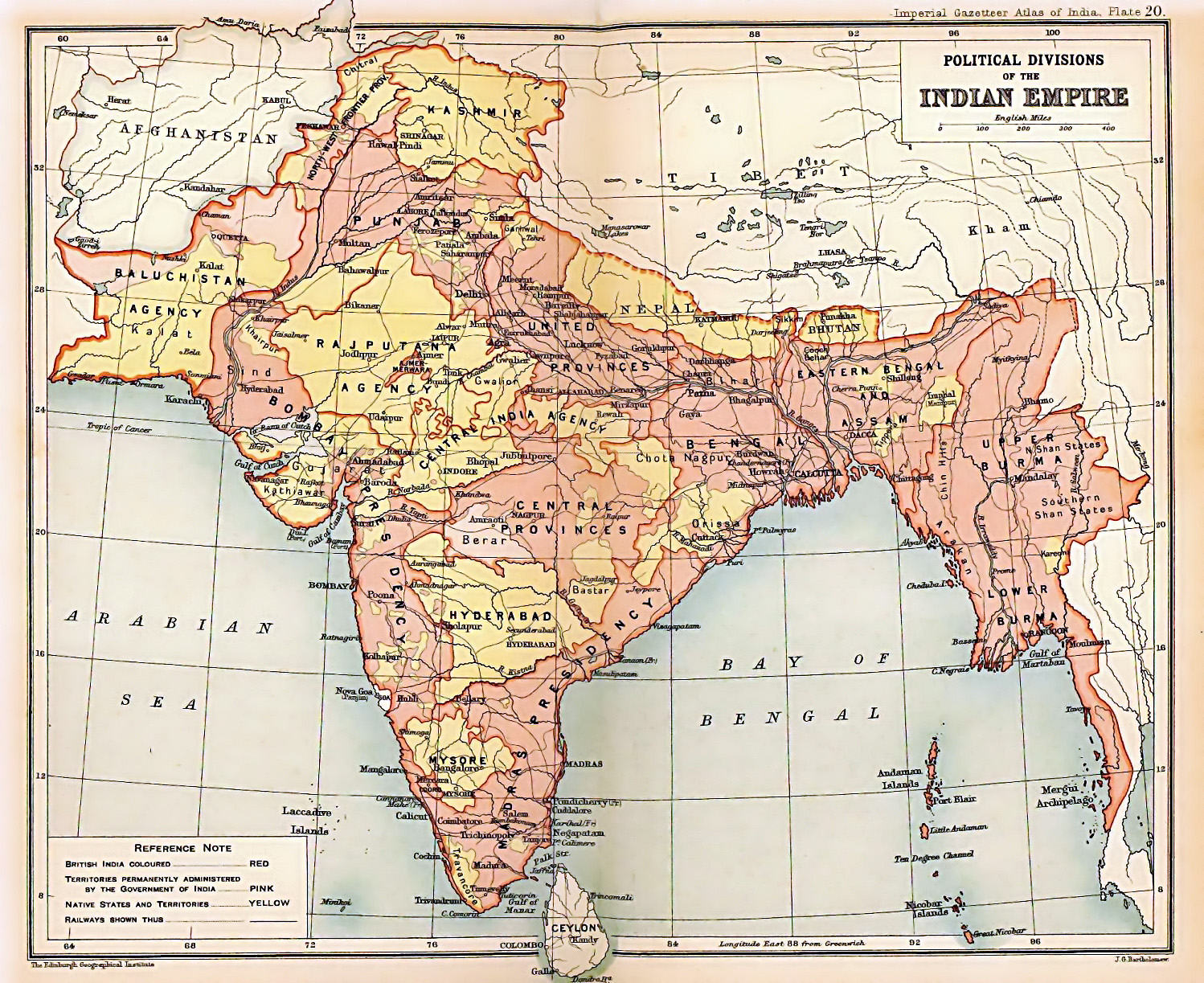
Карта Британской Индийской империи в 1909 году, во время раздела Бенгалии. Британская Индия раскрашена в два оттенка розового, зависимые княжества — в жёлтый

На начало XX века Британская Индия состояла из провинций, которыми управлял либо губернатор, либо вице-губернатор. В 1905—1912 годах Бенгалия была разделена на две провинции: Бенгалия и Восточная Бенгалия, к которой был присоединен Ассам (см. Раздел Бенгалии). Этот раздел был крайне непопулярен и вызвал брожение в среде как индусов, так и мусульман. В декабре 1911 года в Дели король Георг V объявил об отмене раздела Бенгалии.
В следующей таблице перечислены 13 провинций, их площадь и население на начало XX века. В провинции Британской Индии не входили территории княжеств, потому в приведенных данных они не учтены.
| Провинции Британской Индии            | Площадь (в тысячах квадратных миль) | Площадь (в тыс. км²) | Население (в миллионах человек) | Должность управляющего территорией                                                     |
| ------------------------------------- | ----------------------------------- | -------------------- | ------------------------------- | -------------------------------------------------------------------------------------- |
| Бирма                                 | 169,000                             | 437,708              | 9                               | Лейтенант-губернатор                                                                   |
| Бенгалия                              | 157,796                             | 408,689              | 75                              | Лейтенант-губернатор                                                                   |
| Мадрасское президентство              | 141,705                             | 367,014              | 38                              | Губернатор                                                                             |
| Бомбейское президентство              | 122,984                             | 318,527              | 19                              | Губернатор                                                                             |
| Соединённые провинции Агра и Ауд      | 107,494                             | 278,408              | 48                              | Лейтенант-губернатор                                                                   |
| Центральные провинции и Берар         | 104                                 | 269,358              | 13                              | Главный комиссар                                                                       |
| Пенджаб                               | 97,209                              | 251,770              | 20                              | Лейтенант-губернатор                                                                   |
| Ассам                                 | 47,069                              | 121,908              | 6                               | Главный комиссар                                                                       |
| Провинции более низкого статуса       |                                     |                      |                                 |                                                                                        |
| Северо-Западная пограничная провинция | 13,193                              | 34,169               | 2,125                           | Главный комиссар                                                                       |
| Белуджистан                           | 53,821                              | 139,396              | 308                             | Британский политический представитель в Белуджистане, по долгу службы Главный комиссар |
| Кург                                  | 1,6                                 | 4,143                | 181                             | Британский резидент в Майсуре, по долгу службы Главный комиссар                        |
| Аджмер-Мервара                        | 2,7                                 | 6,992                | 477                             | Британский политический представитель в Раджпутане, по долгу службы Главный комиссар   |
| Андаманские и Никобарские острова     | 3,1                                 | 8,029                | 25                              | Главный комиссар                                                                       |
| Общая площадь:                        | 1021,671                            | 2646,111             |                                 |                                                                                        |
| Площадь Индии без Бирмы:              | 852,671                             | 2208,403             |                                 |                                                                                        |

### Аден и Бирма
Из Бомбейского президентства в 1932 году был выделена провинция Аден (192 км²), которая в 1937 была отделена от Британской Индии и преобразована в отдельную коронную колонию.
В 1937 году от Британской Индии была отделена Бирма.

### Провинции созданные после 1912 года
В период 1912—1942 годов было создано ещё 5 провинций:
- Дели (выделен из Пенджаба в 1912 году).
- Бихар и Орисса[англ.] (отделена из Бенгалии в 1912 году).
- Орисса[англ.] (отделена от Бихара в 1936 году). Площадь — 35 664 км².
- Синд (отделен от Бомбейского президентства в 1936 году). Площадь — 123,080 км².
- Пантх-Пиплода (отделена от Бомбейского президентства). Площадь — 65 км².

Таким образом, на момент провозглашения независимости, Британская Индия состояла из 17 провинций. Во время раздела Индии 11 провинций вошли в состав Индийского Союза, три — в состав Пакистана, территории ещё трёх (Пенджаба, Бенгалии и Ассама) были разделены между Индией и Пакистаном.